# Witness (Matthews)
Witness is het tweede en tevens laatste muziekalbum van More Than a Song. Gilkyson, Matthews en Vanderveen gaven samen met drummer Ryder op 3 maart 2002 een concert in de Kleine Komedie in Amsterdam, waarvan een gedeeltelijke registratie op compact disc verscheen.   

## Musici
- Eliza Gilkyson – zang, gitaar, piano, percussie
- Iain Matthews – zang, gitaar, percussie
- Ad Vanderveen – zang, gitaar, harmonica, basgitaar
- Cisco Ryder – percussie (zoon van Gilkyson)

## Muziek
| Nr. | Titel                                 | Duur |
| --- | ------------------------------------- | ---- |
| 1.  | Meaning to life (Matthews)            | 4:55 |
| 2.  | Bird of paradise (Gilkyson)           | 5:17 |
| 3.  | Sweet old life (Vanderveen)           | 8:15 |
| 4.  | Woodstock (Joni Mitchell)             | 4:22 |
| 5.  | Heart of a man (Gilkyson)             | 5:04 |
| 6.  | First feeling (Vanderveen)            | 3:29 |
| 7.  | The ballad of Gruene Hall (Matthews)  | 5:19 |
| 8.  | Witness (Gilkyson)                    | 6:27 |
| 9.  | Funk and fire (Matthews)              | 8:52 |
| 10. | Beauty way (Gilkyson)                 | 3:03 |
| 11. | More than a song to sing (Vanderveen) | 4:59 |
| 12. | Bottom crawl (Gilkyson)               | 5:30 |
| 13. | Soul power (Vanderveen)               | 5:54 |